# Метод стиснення заголовків TCP/IP Якобсона
Метод стиснення заголовків TCP/IP Якобсона (англ. Van Jacobson TCP/IP Header Compression) — протокол стиснення даних, описаний в RFC 1144, спеціально був створений Ван Якобсоном для поліпшення продуктивності TCP/IP при повільних послідовних з'єднаннях. Метод стиснення Ван Якобсона зменшує звичайні 40-байтові заголовки TCP/IP-пакетів не менше, ніж до 3-4 байт. Це досягається за рахунок запам'ятовування стану TCP-з'єднань на обох кінцях з'єднання, і відсилаються тільки зміни в полях заголовка. Це призводить до досить великої різниці з точки зору інтерактивної продуктивності на низькошвидкісних з'єднаннях, але при цьому цей метод ніяк не бореться з затримками при обробці, притаманними більшості модемів для комутованого зв'язку (dialup).
Стиснення заголовків Ван Якобсона (також згадується як «VJ-стиснення» (VJ compression) або просто як «Стиснення заголовків» (Header Compression)) — додаткова можливість у більшості версій PPP. Версії SLIP-протоколу з підтримкою VJ-стиснення часто іменуються «Стиснутим SLIP» (Compressed SLIP).